# Mladen Alajbeg
Mladen Alajbeg (ur. 30 listopada 1977 w Splicie) – chorwacki piłkarz występujący na pozycji napastnika.

## Kariera klubowa
Wychowanek klubu Hajduk Split z rodzinnego miasta Split. W sezonie 1995/96 włączono go do kadry pierwszego zespołu. Latem 1996 roku, bez rozegrania żadnego ligowego spotkania w barwach Hajduka, odszedł z klubu i przeniósł się do HNK Šibenik, gdzie grał w zespole rezerw. Przed sezonem 1997/98 został graczem NK Solin, z którym przez 1,5 roku występował na poziomie 2. HNL.
Na początku 1999 roku przeszedł do Wisłoki Dębica, z którą zajął 4. miejsce w grupie południowo-wschodniej III ligi. Przed sezonem 1999/2000 podpisał kontrakt z Polonią Warszawa, prowadzoną przez Jerzego Engela. 12 września 1999 zadebiutował w I lidze w wygranym 3:2 meczu z Wisłą Kraków, w którym wszedł na boisko w 74. minucie za Emmanuela Ekwueme. W styczniu 2000 roku, po rozegraniu 5 ligowych spotkań, odszedł do Świtu Nowy Dwór Mazowiecki (III liga). Latem tego samego roku opuścił zespół i przez kolejne 1,5 roku nie grał w piłkę nożną na profesjonalnym poziomie.
Na początku 2002 roku Alajbeg związał się umową z NK Osijek. 2 marca 2002 zadebiutował w 1. HNL w przegranym 1:6 meczu z NK Zagreb, w którym został zmieniony w 60. minucie przez Klaudio Vukovicia. Przed sezonem 2002/03 odszedł do HNK Šibenik, gdzie zaliczył 8 spotkań i zdobył jednego gola w meczu przeciwko NK Zadar (3:3). W końcowym etapie swojej kariery, w latach 2005–2008, występował w HNK Trogir (3. HNL), DPMM FC (Brunei, II liga Malezji) oraz NK GOŠK AC (3. HNL).